# Daniel Berg (slagverkare)

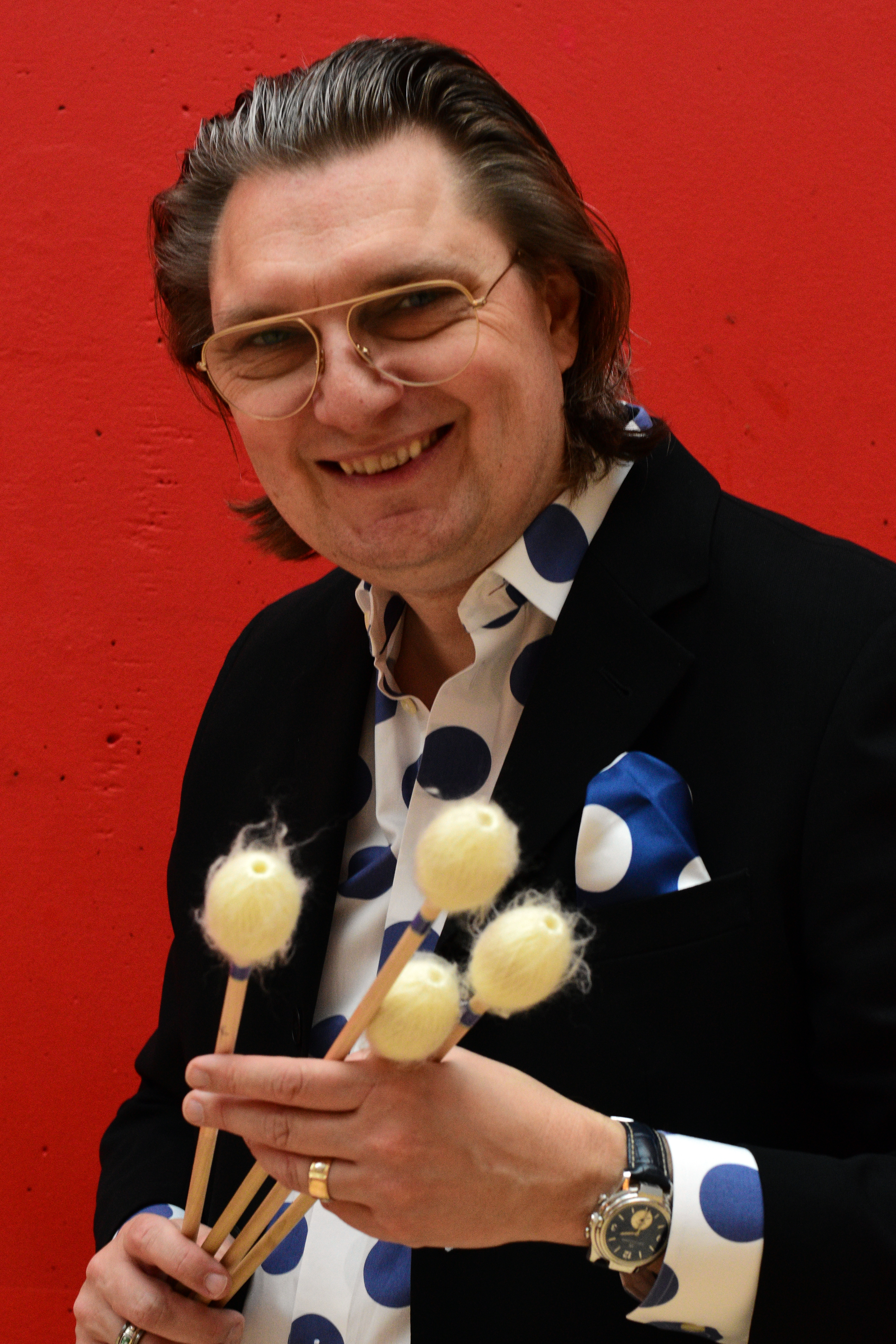
Daniel Berg 2020.

Daniel Berg, född 1971, är en svensk marimbasolist och kammarmusiker som kombinerar en stor konsertverksamhet med undervisning. Han är professor i musikalisk gestaltning vid Göteborgs Universitet och undervisar i solistiskt slagverk och kammarmusik vid Kungliga Musikhögskolan i Stockholm, Musikhögskolan vid Örebro universitet och vid Högskolan för scen och musik vid Göteborgs universitet.

## Biografi
Daniel Berg studerade vid dåvarande Musikhögskolan i Göteborg (musiker- och diplomstudier) samt vid Rotterdams Musikkonservatorium i Holland. Solodebuten ägde rum i Göteborgs konserthus där han tillsammans med Göteborgs Symfoniker uruppförde Anders Nilssons marimbakonsert.
I samarbete med svenska tonsättare har Berg utvecklat kammarmusik med slagverk i centrum. Det har resulterat i över 250 uruppföranden och projekt, bland annat föreställningarna "Ekelöf spelade inte marimba", "Varken Varken" och "Om Hösten" tillsammans med skådespelaren Henric Holmberg. Under många år var han medlem i ensemblen TribukaitPetterssonBerg som enligt Svenska Dagbladets recensent Hans-Gunnar Peterson var "spetsen av ny svensk musik". Trion var "ensemble in residence" vid Musik i Syd och spelade in fyra CD-skivor.
Sedan 1992 utgör Daniel Berg tillsammans med Fredrik Duvling slagverksduon Rhythm Art Duo. Duo släppte sitt första album Rhythm Art Duo 2008 och har sedan dess spelat in flera skivor, däribland Carousel från 2018. Tillsammans med violinisten Tobias Granmo utgör Daniel Berg Duo Granmo-Berg och har spelat in flera skivor, däribland Duo Granmo-Berg från 2017.
Som solist har Daniel Berg medverkat vid internationella festivaler för slagverk och är ofta inbjuden som solist och pedagog vid universitet i Europa. Han har gjort flera inspelningar för radio och tv och spelat in skivor med marimba. Sedan 2009 har Berg ett nära samarbete med det spanska företaget Elite Mallets som tillverkar marimbaklubbor och för dem har han designat två serier marimbaklubbor. Våren 2014 skrev Berg kontrakt med det franska marimbaföretaget Bergerault som innebär att de tillsammans skall utveckla nya instrument.
Han fick Sten A Olssons kulturstipendium 2004.

## Daniel Berg som tonsättare
Sedan slutet av 1990-talet har Daniel Berg huvudsakligen komponerat solo- och kammarmusik för slagverk, ofta med marimban i centrum. Over the Moon och December publicerades 2000 hos det amerikanska förlaget Keyboard Percussion Publications. Under senare år har Berg skrivit flera böcker och undervisningsmaterial för barn och ungdom som t.ex. Spela Marimba del 1 och 2, Studies for Marimba och Easy Duets vol 1-4. Sedan 2009 har Daniel Berg ett nära samarbete med det danska förlaget Edition Svitzer som bl.a. utgivit hans Blue Memories – ett verk som spelats in på CD av den amerikanska marimbasolisten Lynn Vartan. Till utgåvorna hos det danska förlaget har konstnären Bengt Berglund skapat färgstarka omslag. Flera av Daniel Bergs körnoter samt hans Concertino för marimba och stråkar finns utgivna på Gehrmans musikförlag.

## Daniel Berg som författare
Daniel Berg har skrivet flera böcker där kåserier tar med läsaren på nostalgiresor och ofta är det Stockholms Vasastad och sommar i Vadstena som står i centrum. I Det goda livet (2020) får läsaren följa livsnjutaren Daniel Berg tillbaka till 1970-, 80- och 90-talet där varje kåseri mynnar ut i ett recept tillsammans med tips om dryck och musik.